# 耶路撒冷法
《基本法：耶路撒冷——以色列首都》，通稱《耶路撒冷法》，為《以色列基本法》的十四份憲制性法律文件之一，由以色列國會於1980年7月30日（希伯來曆5740年埃波月17日）通過。該法正式訂定耶路撒冷為該國首都，以及該國總統、國會、政府及最高法院之所在地。
儘管該法條文沒有使用相關術語，但以色列最高法院將該法詮釋為以色列國正式將東耶路撒冷併入該國領土。

## 條文

### 基本法：耶路撒冷——以色列首都[3]
耶路撒冷：以色列首都
1. 完整且統一的耶路撒冷是以色列的首都。
總統、國會、政府及最高法院的所在地

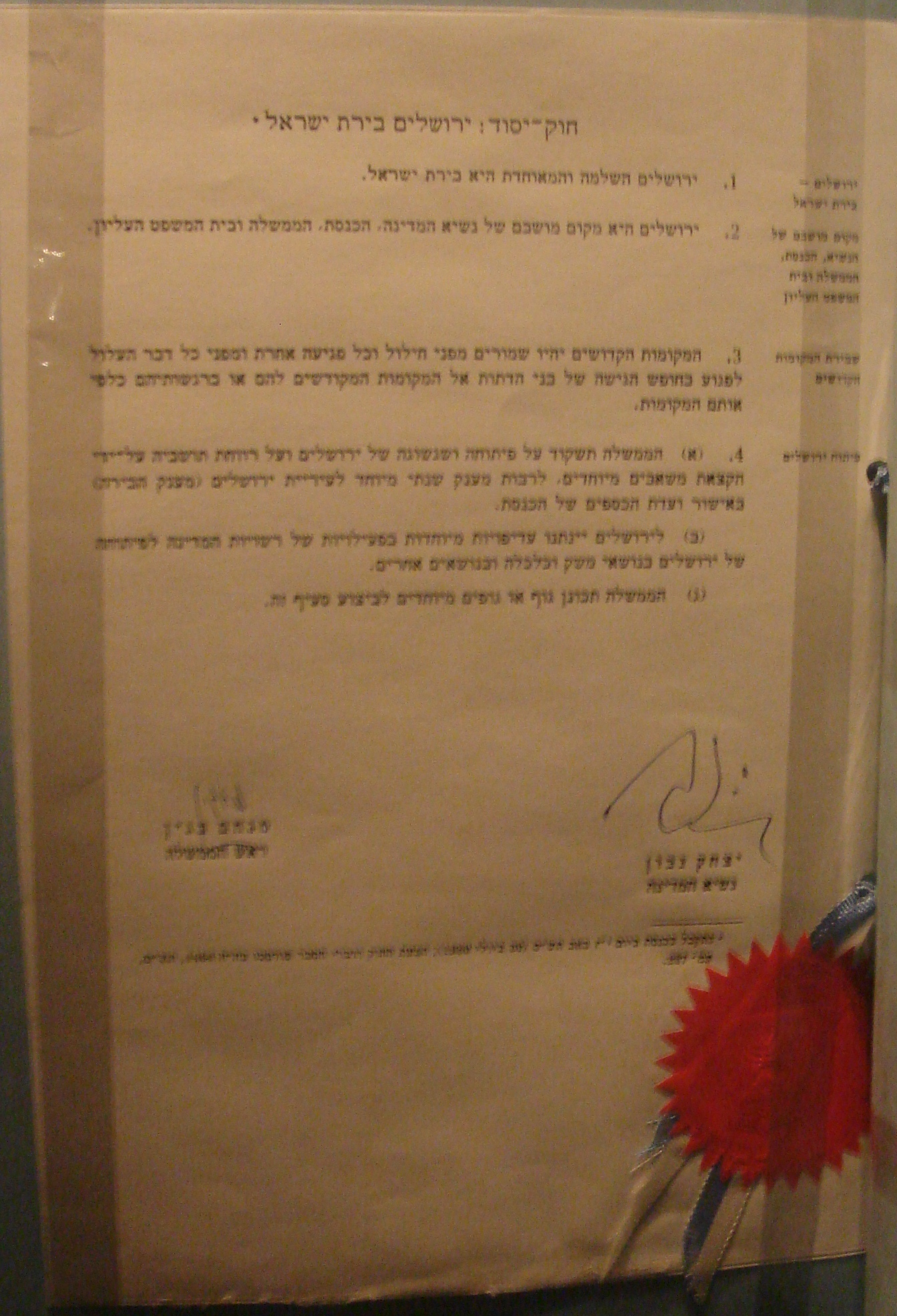
《耶路撒冷法》

2. 耶路撒冷是總統、國會、政府及最高法院的所在地。
聖地的保護
3. 聖地應受保護，以免被褻瀆及遭受任何其他侵犯，並避免其他宗教信徒接近而干擾聖地的自由，或觸犯其對聖地的感受。
耶路撒冷的發展
4. (a) 政府應通過特別撥款，規劃耶路撒冷的繁榮發展及其居民的福利，包括經由國會財政委員會批准撥給耶路撒冷市府的年度專款（首都專款）。
(b) 為促進耶路撒冷經濟及其他方面的發展，政府各項計劃應受到優先考慮。
(c) 政府應成立一個或數個特別機構以貫徹本條款。
修正案第1號（2000年11月27日由國會通過）：
耶路撒冷的邊境
5. 本基本法及其他法律規定的耶路撒冷的管轄範圍包括，希伯來曆5727年西彎月20日（1967年6月28日）依據《城市條例》頒布的《關於擴大耶路撒冷邊界宣言》的附錄中描述的全部區域。
權利轉移的禁止
6. 由法律授予以色列國或耶路撒冷市的關於耶路撒冷地區的權力，不得被永久或短期地轉讓予任何一個外國政治或政府機構，或其他類似的外國機構。
修正
7. 除由國會多數議員通過的基本法外，第5條和第6條不得修改。
梅納罕·貝京 总理
伊扎克·納馮 國家總統

## 相關
2017年12月6日，美國總統當勞·特朗普宣佈，美國正式承認耶路撒冷為以色列國首都。2018年5月14日，美國駐以色列大使館遷至耶路撒冷。

## 外部連結
- Text of the law: Basic Law: Jerusalem, Capital of Israel （页面存档备份，存于）